# 한국선진학교
한국선진학교(韓國先進學校)는 경기도 안산시 상록구 본오동에 있는 국립 특수학교이다. 지적장애 학생을 위한 특수교육기관으로 유치원과정, 초등학교과정, 중학교과정, 고등학교과정, 전공과를 두고 있다.

## 연혁
- 1990년 3월 1일: 개교